# Savignac-de-Nontron
Savignac-de-Nontron település Franciaországban, Dordogne megyében. Lakosainak száma 205 fő (2022. január 1.). Savignac-de-Nontron Augignac, Abjat-sur-Bandiat, Champs-Romain, Nontron és Saint-Pardoux-la-Rivière községekkel határos.

## Népesség
A település népessége az elmúlt években az alábbi módon változott:
| Lakosok száma | 205  | 174  | 189  | 191  | 192  | 190  | 191  | 194  | 197  | 205  |
|               | 1968 | 1982 | 1990 | 2006 | 2013 | 2015 | 2017 | 2019 | 2020 | 2022 |